# 河合紗希子
河合 紗希子（かわい さきこ、2月16日 - ）は、日本の女性声優。東京都出身。Rush Style預かり所属。
以前はマック・ミック、アミュレートに所属していた。

## 人物
白百合学園幼稚園、白百合学園小学校、白百合学園中学校・高等学校を経て、日本大学藝術学部放送学科アナウンス専攻卒業。
母方の祖父は日本中央競馬会(JRA)元騎手、元調教師の保田隆芳。叔父に隆芳の息子でJRA元調教師の保田一隆。伯父にJRA元騎手(馬事公苑14期生)、元調教師の池上昌弘。再従兄弟（はとこ）に、昌弘の息子で早稲田大学理工学部（現・早稲田大学理工学術院）を卒業した、JRA元調教助手、調教師の池上昌和。このうち祖父の隆芳と伯父の昌弘は騎手時代に旧・八大競走を勝利している。この他、遠縁に日本中央競馬会元調教師の松山吉三郎（調教師顕彰者）、吉三郎の息子で元調教師の松山康久（調教師顕彰者）、松山バレエ団総代表でバレエダンサーの清水哲太郎、清水の妻で日本を代表するプリマバレリーナの森下洋子がいる。

## 出演
太字はメインキャラクター。

### テレビアニメ
2012年
- 戦国コレクション（太原雪斎〈女教師〉）

2013年
- ぎんぎつね（池田侑也）
- マギ シリーズ（2013年 - 2014年、麗々、リンリー、イザベラ、フォルネウスの卷属 他）- 2シリーズ

2014年
- 神々の悪戯（女子生徒A）
- 中二病でも恋がしたい!戀（くみんの叔母）
- Wake Up, Girls!（トレーナー）
- アカメが斬る!（遊女）

2017年
- アイドル事変（母親、住民、TVナレーション）

2018年
- LOST SONG（侍女、母、女性）
- シュタインズ・ゲート ゼロ（防災アナウンス）
- グラゼニ（うぐいす嬢）

2022年
- サマータイムレンダ（根来、フミカ、影、島民）

### 劇場アニメ
- 劇場版 PSYCHO-PASS サイコパス（2015年）
- 北極百貨店のコンシェルジュさん（2023年）

### OVA
- ヒーローになれなかったヒーロー（2007年、日下部太郎）
- ココロ屋（みか先生）

### ゲーム
2011年
- DUNAMIS15

2012年
- Custom Drive
- 神次元ゲイム ネプテューヌV
- ROBOTICS;NOTES（大徳敏）

2013年
- 解放少女 SIN（敬志月）
- DISORDER6

2017年
- 四女神オンライン CYBER DIMENSION NEPTUNE（マーキス）

2023年
- Run For Money 〜逃走ごっこ〜シーズン5（イースターのマチコ）

### ドラマCD
- 世界樹の迷宮IV 囚われの巫女と三姉弟（セフリムの宿の女将、ミール）
- ひとりじめマイヒーロー（大柴美保）
- ひとりじめボーイフレンド（大柴美保）
- 抱かれたい男1位に脅されています。（女優 瑞季薫）

### 吹き替え
- THE FLASH/フラッシュ（アリエル・アトキンズ）
- ドゥーム・パトロール（アディー）
- Titans/タイタンズ
- レジェンド・オブ・トゥモロー（メル、女上司、モイラウォッチ）
- NYガールズ・ダイアリー 大胆不敵な私たち（ドナ）
- 私立探偵マグナムリブート（ケシャ）
- キャンプ・キキワカ（ハグちゃん）
- NCIS ～ネイビー犯罪捜査班（リサ）
- NCIS: ニューオーリンズ（アリッサ）
- 宮 -Love in Palace-（チョン女官）
- 真相 - Truth Be Told（ブレイン、タフィー）
- アフターパーティー（リンダ）
- サーヴァント ターナー家の子守
- ヴァンキッシュ（アン）
- オッド・トーマス　死神と奇妙な救世主
- Broken Horses
- フィアー・ストリート
- INTERCEPTOR/インターセプター
- スピン

### ナレーション
- 人名探究バラエティー 日本人のおなまえっ!
- ためしてガッテン
- 世界らん展日本大賞 2008年
- まる得マガジン〜自分を磨く立ち居振る舞い スマートなマナー
- TV シンポジウム 〜新しい学びに図書館を生かす〜
- サイエンスZERO
- みんなの応援計画
- 東京2020 12時間スペシャル
- 最強のステーキ 頂上決戦！
- 最強の牛肉！頂上決戦
- 適齢期惑々ロマンス 〜お父さんが変！？〜 まだ間に合う!スペシャルダイジェスト
- まだ間に合う！韓国ドラマ 人形の家 〜偽りの絆〜 前半ダイジェスト
- Yumiが教える！本当に面白い韓国ドラマ 大豊作スペシャル
- AI COLLECTION
- Web角川チャンネル
  - 大魔神カノン〜放課後個人授業〜シリーズ
- Blu-ray（DVD）特典映像ナレーション
  - GODZILLA ゴジラ
  - ゴジラ
  - モスラ対ゴジラ
  - ゴジラvsキングギドラ
  - ゴジラvsモスラ
  - ゴジラvsメカゴジラ
  - ゴジラvsスペースゴジラ
  - ゴジラ×メガギラス G消滅作戦
  - ゴジラ×モスラ×メカゴジラ 東京SOS
  - ウルトラマンギンガ
  - ゲンと不動明王

### テレビCM
- STEINS;GATE ELIT
- 明治東亰恋伽 ～ハヰカラデヱト～
- クイーンズスティック

### ラジオCM
- UCカード
- ボートレース
- ワークマン
- リストサザビーズインターナショナルリアルティ
- 講談社コミック
- 電撃文庫
- 日本大学
- 淑徳大学
- 河合塾
- 高品ハウジング
- JA旬みっけ
- 熱中対策水

### VP
- JAXA
- JRA競馬学校
- 公益財団法人軽種馬育成調教センター
- 図書館を使った調べる学習コンクール
- メモリーテック株式会社
- クラッシィハウス
- コマツ
- メキシカンポーク
- ネットハウス東日本21（ママ・娘）
- 東芝テック

### 舞台
- みどりぐみ
  - ブンナよ、木からおりてこい（ブンナ）
  - 宮沢賢治の世界
- 劇団若草
  - 僕の東京日記
  - みず色のそら、そら色の水
- みやらび太鼓「熊野からす〜川田公子太鼓の世界〜」

### その他
- 趣味の園芸ビギナーズ（ジンジャークッキー）
- ミスキャンTV（提供クレジットナレーション）
- Webチーズ!チャンネル『ヒミツのアイちゃん』（香住愛子）
- プラネタリウム『ロケットくんと小さな探査機タンサちゃん』シリーズ（タンサちゃん）
- 鈴木淑子の地球は競馬でまわってる（ゲスト）
- 中川翔子のマニア★まにある 〜競馬場大好き女子〜（競馬場マニア様として出演）
- 旅ずきんちゃん 〜競馬場を楽しむ旅！〜（競馬場ハカセとして出演）
- バカリズムの大人のたしなみズム （競馬場のたしなみストとして出演）